# Rio Blăjanca
O Rio Blăjanca é um rio da Romênia afluente do Rio Buzău, localizado no distrito de Buzău.